# 2699 Kalinin
2699 Kalinin este un asteroid din centura principală, descoperit pe 16 decembrie 1976 de Liudmila Cernîh.